# قلعه اوگاکی
قلعه اوگاکی (大垣城) یک قلعه ژاپنی است که در شهر اوگاکی، گیفو، استان گیفو در ژاپن واقع شده است.